# Scolopendra hermosa
Scolopendra hermosa är en mångfotingart som beskrevs av Chamberlin 1941. Scolopendra hermosa ingår i släktet Scolopendra och familjen Scolopendridae.
Artens utbredningsområde är Peru. Inga underarter finns listade i Catalogue of Life.